# 库杜克斯
库杜克斯（法語：Coudoux，法語發音：[kuduks]）是法国罗讷河口省的一个市镇，位于该省中部，属于普罗旺斯地区艾克斯区。

## 地理
库杜克斯（43°33'28"N, 5°14'54"E）面积12.65 平方千米，位于法国普罗旺斯-阿尔卑斯-蓝色海岸大区罗讷河口省，该省份为法国东南部沿海省份，北起沃克吕兹省，西接加尔省，南濒地中海，东临瓦尔省。
与库杜克斯接壤的市镇（或旧市镇、城区）包括：埃吉耶、拉法尔莱索利维耶、朗松普罗旺斯、沃洛、旺塔布朗。

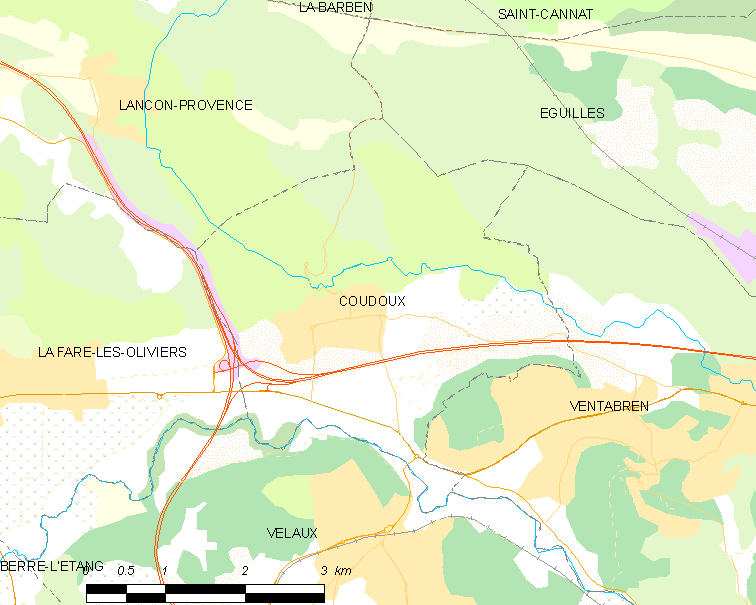
库杜克斯的OSM定位图

库杜克斯的时区为UTC+01:00、UTC+02:00（夏令时）。

## 行政
库杜克斯的邮政编码为13111，INSEE市镇编码为13118。

## 政治
库杜克斯所属的省级选区为贝尔莱唐县。

## 人口

1962-2008年间库杜克斯人口变化图示

库杜克斯于2022年1月1日时的人口数量为3775人。